# Bjørn Tomren

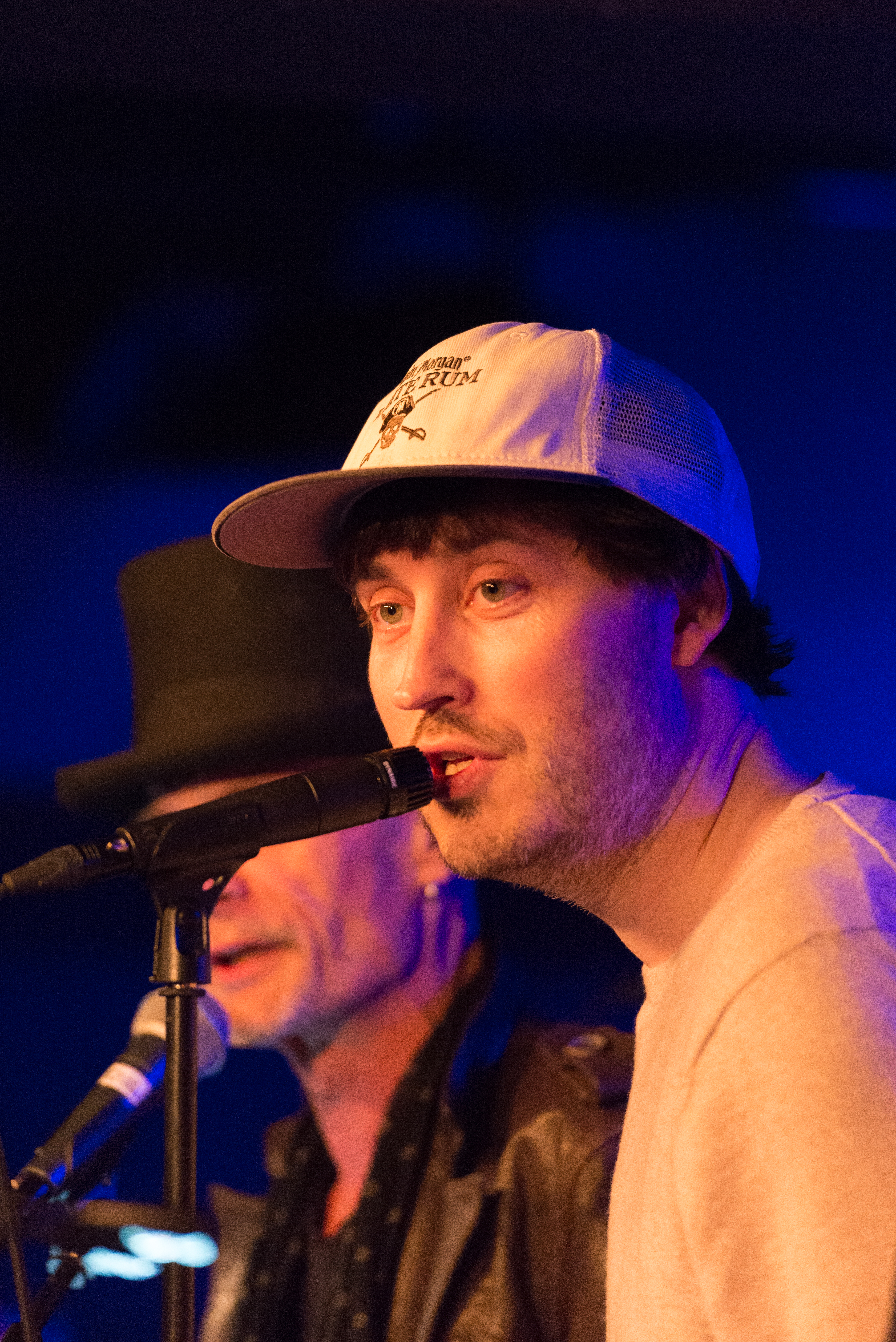
Bjørn Tomren, 2018

Bjørn Tomren (* 1981) ist ein norwegischer Musiker, der unter anderem in den Genres Jodeln, Obertongesang und Country-Musik tätig ist. Er tritt auch unter dem Künstlernamen Polkabjørn auf.

## Leben
Tomren stammt aus Tomrefjord. Er durchquerte vier Mal Norwegen in der Länge des Landes, unter anderem auf Ski und rudernd. An der Universität Bergen studierte er Philosophie. Im Jahr 2006 gründete er mit Heine Bugge das Duo Polkabjørn & Kleine Heine, das mit Jodeln, Obertongesang und Comedy aufzutreten begann. Nach eigenen Angaben war das Projekt der beiden zunächst als Scherz gedacht. Ein Ziel sei gewesen, eine Atmosphäre zu schaffen, bei der das Publikum nicht wisse, ob das Duo seinen Auftritt ernst nehme. Die beiden Musiker wurde schließlich Vorgruppe bei Konzerten der Band A-ha. Gemeinsam wirkte das Duo am Dokumentarfilm Kunsten å jodle mit.
Tomren arbeitete auch in Soloprojekten weiter und war unter anderem 2013 am Album Avslutningen von Ole Paus beteiligt. Gemeinsam mit Heine Bugge und Paus gründete er das Trio Kniven på strupen. Zudem wirkte Tomren an weiteren musikalischen Projekten in verschiedenen Genres mit. Tomren trat unter anderem auch mit der Musikgruppe Huun-Huur-Tu auf.
Sein Debütalbum Bad Science Fiction wurde im Oktober 2019 veröffentlicht. Es handelte sich dabei um ein Country-Album. Im Juni 2021 wurde er als ein Teilnehmer an der Musiksendung Stjernekamp angekündigt. Von den Wettanbietern wurde er zunächst mit den geringsten Gewinnchancen gelistet. Am 30. Oktober 2021 konnte er im Finale gegen Alexandra Rotan gewinnen. Im Jahr 2024 hatte er in der bei NRK ausgestrahlten Serie Våre beste år sein Schauspieldebüt.

## Diskografie

### Alben
- 2019: Bad Science Fiction

## Filmografie
- 2024: Våre beste år (Fernsehserie, 6 Folgen)